# Young Hill
Der Young Hill ist ein rund 1000 m hoher und unvereister Hügel im ostantarktischen Viktorialand. In den Kukri Hills ragt er 1,5 km nordöstlich des Hallam Peak auf.
Das New Zealand Geographic Board benannte ihn 1998 dem neuseeländischen Ornithologen Euan Cameron Young (* 1935), der ab 1959 über 30 Jahre hinweg die Vogelwelt Antarktikas untersucht hatte.